# Javi Martínez
Javier „Javi” Martínez Aginaga (IPA: [xaˈβjeɾ ˈxaβi maɾˈtineθ aɣiˈnaɣa]; Ayegui, Spanyolország, 1988. szeptember 2. –) spanyol labdarúgó, a Katar SC játékosa.

## Pályafutása

### Athletic Bilbao
2006 nyarán írt alá a Athletic Bilbao csapatához, 6 millió Euróért hagyta el a CA Osasuna csapatát, ahol csak a B csapatban szerepelt.
2006. december 16-án a Deportivo de La Coruña elleni bajnokin duplázott. A szezont 35 bajnoki mérkőzéssel és 3 góllal zárta.
2009–10-es szezonban 46 mérkőzésen, 9 gólt szerzett, ebből hatot a bajnokságban.
A 2011-2012-es szezonban az új edző Marcelo Bielsa irányítása alatt, középső védőként játszik csapatában.

### FC Bayern München
2012. augusztus 29-én Bundesliga rekordot megdöntő 40 millió euróért a FC Bayern Münchenhez szerződött, amellyel 5 éves szerződést kötött.
24. születésnapján debütált szeptember 2-án debütált egy 6-1-re végződő VfB Stuttgart elleni mérkőzésen ahol csereként váltotta a 77. percben Bastian Schweinsteigert. Első gólját november 24-én szerezte az 5-0-ra végződő Hannover 96 elleni mérkőzésen.

### Katar SC
2021. június 20-án jelentették be, hogy a Katar SC csapatához igazolt.

### Válogatott
2010-ben Vicente del Bosque nevezte a 2010-es labdarúgó-világbajnokságra készülő keretbe, amellyel vb-címet ünnepelhetett.
2012-ben tagja volt a 2012-es labdarúgó-Európa-bajnokságot megnyerő spanyol válogatottnak.

## Statisztika
| Klub            | Szezon   | Bajnokság | Bajnokság | Bajnokság | Kupa  | Kupa  | Kupa     | Nemzetközi | Nemzetközi | Nemzetközi | Összesen | Összesen | Összesen |
| Klub            | Szezon   | Meccs     | Gólok     | Gólpassz  | Meccs | Gólok | Gólpassz | Meccs      | Gólok      | Gólpassz   | Meccs    | Gólok    | Gólpassz |
| --------------- | -------- | --------- | --------- | --------- | ----- | ----- | -------- | ---------- | ---------- | ---------- | -------- | -------- | -------- |
| Athletic Bilbao |          |           |           |           |       |       |          |            |            |            |          |          |          |
| 2006–07         | 35       | 3         | 1         | 1         | 0     | 0     | -        | -          | -          | 36         | 3        | 1        |          |
| 2007–08         | 34       | 0         | 1         | 2         | 0     | 0     | -        | -          | -          | 36         | 0        | 1        |          |
| 2008–09         | 32       | 5         | 1         | 9         | 1     | 0     | -        | -          | -          | 41         | 6        | 1        |          |
| 2009–10         | 34       | 6         | 1         | 1         | 1     | 0     | 11       | 2          | 1          | 46         | 9        | 2        |          |
| 2010–11         | 35       | 4         | 1         | 3         | 0     | 0     | -        | -          | -          | 38         | 4        | 1        |          |
| 2011–12         | 31       | 4         | 1         | 9         | 0     | 0     | 14       | 0          | 0          | 54         | 4        | 1        |          |
| Bayern München  | 2012–13  | 27        | 3         | 3         | 0     | 0     | 0        | 0          | 0          | 0          | 0        | 0        | 0        |
| Összesen        | Összesen | 213       | 25        | 9         | 25    | 2     | 0        | 25         | 2          | 1          | 251      | 26       | 7        |

## Sikerei, díjai

### Klub
FC Bayern München
- Német bajnokság: 2012–13, 2013–14, 2014–15, 2015–16, 2016–17, 2017–18, 2018–19, 2019-20
- Német kupa: 2012–13, 2013–14, 2015–16, 2018-19, 2019-20
- Német szuperkupa: 2016, 2017, 2018
- Bajnokok Ligája: 2012–13, 2019-20
- UEFA-szuperkupa-győztes: 2013
- FIFA-klubvilágbajnokság: 2013

Athletic Bilbao
- Európa-liga döntős: 2011–12
- Spanyol kupa döntős: 2008–09
- Spanyol szuperkupa döntős: 2009, 2012

### Válogatott
Spanyolország
- Világbajnok: 2010
- Európa-bajnok: 2012

Spanyol U19
- U19-es Európa-bajnok: 2007

Spanyol U21
- U21-es Európa-bajnok: 2011

## Személyes
Martínez bátyja, Álvaro Martínez szintén labdarúgó, védő. Elsősorban az alacsonyabb ligákban szerepel, egy rövid ideig a másodosztályú SD Eibar csapatánál is megfordult.